# Renato Dini
Renato Dini (Montecatini Terme, 20 marzo 1929) è un ex calciatore italiano, di ruolo attaccante.

## Carriera
Debutta in Serie B con la SPAL nel 1949-1950, totalizzando 28 presenze e 18 reti nell'arco di due stagioni.
In seguito disputa altri due campionati di Serie B con la maglia del Verona, per un totale di 49 presenze e 12 reti.
Dopo un anno alla Carrarese in Serie C, il Verona lo cede alla Salernitana, con cui disputa otto gare nel suo ultimo campionato di Serie B.

## Palmarès

### Club

#### Competizioni nazionali
- Serie B: 1

SPAL: 1950-1951